# Jack Keane 2: The Fire Within
Jack Keane 2: The Fire Within est un jeu vidéo d'aventure en pointer-et-cliquer développé par Deck13 Interactive et édité par Nordic Games, sorti en 2013 sur Windows.
Il fait suite à Jack Keane.

## Accueil
- Adventure Gamers : 2,5/5[1]
- Gamezebo : 2/5[2]